# 森迫永依
森迫 永依（もりさこ えい、1997年〈平成9年〉9月11日 - ）は、日本の女優である。
千葉県印西市出身。成城学園中学校高等学校、上智大学国際教養学部卒業。テアトルアカデミーを経て、太田プロダクションに所属している。

## 来歴
2001年（平成13年）に劇団に入団。2003年（平成15年）10月ドラマ『あした天気になあれ。』で一躍注目される。その後、ドラマでは『新しい風』や『汚れた舌』に、映画では『キャシャーン』や『天使』など、他にも数々の映画、ドラマ、コマーシャルメッセージなどに出演した。
2006年（平成18年）4月には、実写版『ちびまる子ちゃん』で主役のまる子を演じてブレイク。なお、後の『まるまるちびまる子ちゃん』では、身長の関係上、伊藤綺夏に交代となった。それ以降もドラマや映画の主演も務め、2011年（平成23年）の『冬のサクラ』にも出演した。
成城学園中学校高等学校を経て、2016年（平成28年）4月に上智大学に入学し、2020年（令和2年）3月に上智大学国際教養学部を卒業した。大学では政治学と社会学を学んだ。

## 人物、エピソード
勉強が得意でもある。父は日本人・母は中国人。そのため、マルチリンガルで特技は英語、中国語、韓国語。英語については、高校在学中に英検1級に合格、TOEICのスコアは970点、大学ではすべての授業を英語で受けていた。
サックス演奏も特技としている。
2010年台後期終盤から、特に2022年（令和4年）頃から前述の教養や特技を活かしたバラエティ番組への出演が増えている。中でも『プレバト!!』の「俳句の才能査定ランキング」では、2023年（令和5年）1月12日放送のタイトル戦「冬麗戦」で特待生・名人らを抑えて初優勝。俳句部門の特別永世名人である梅沢富美男からは「俳句の申し子」と称され、特待生に認定される(タイトル戦の優勝をきっかけに特待生に昇格したのは史上初)。同年10月12日放送のタイトル戦「金秋戦」でも、出場者の中で最年少ながら2度目の優勝を果たしている。

## 出演

### テレビ番組

#### テレビドラマ
- 月曜ミステリー劇場 ラストシーン（2002年、TBS） - まゆり（幼少） 役
- 愛なんていらねえよ、夏 第2話（2002年、TBS） - 亜子（幼少） 役
- 緑のクリスマス（2002年、NHK総合） - 上倉彩（幼少） 役
- よい子の味方〜新米保育士物語〜（2003年、日本テレビ） - 桑田なな 役
- あした天気になあれ。（2003年、日本テレビ） - 坂井実々 役
- 流転の王妃・最後の皇弟（2003年、テレビ朝日） - 愛新覚羅慧生（4歳） 役
- 女と愛とミステリー 時計の針がナイフに変わるとき（2004年、テレビ東京・BSジャパン） - 夏八木香織 役
- 新しい風（2004年、TBS） - 新見萌絵 役
- 逃亡者 RUNAWAY 第11話（2004年、TBS）
- ナースマンがゆく 第4話（2004年、日本テレビ）
- 土曜ワイド劇場（テレビ朝日）
  - 特別企画 火の粉（2005年、朝日放送） - 梶間まどか 役
  - 年末特別企画 タクシー（2005年） - 末永千恵子 役
  - 湘南探偵物語（2008年、朝日放送） - 楠木紗英 役
- 汚れた舌（2005年、TBS） - 亜子 役
- 野ブタ。をプロデュース（2005年、日本テレビ） - 小谷信子（幼少） 役
- 東京ワンダーツアーズ（2005年、日本テレビ） - ゲスト主演・濱田稟 役
- アジア子どもドラマシリーズ　リコーダーをおいかけろ（2006年、NHK教育） - 主演・野川あやか 役
- テレビアニメ化15周年記念特別ドラマ ちびまる子ちゃん（2006年4月18日、フジテレビ） - 主演・さくらももこ（まるこ） 役
  - ちびまる子ちゃん 第二弾（2006年10月31日、フジテレビ） - 主演・さくらももこ（まるこ） 役
- あいのて（2006年、NHK総合） - エイ 役
- 大河ドラマ 功名が辻 第21回 - 第31回（2006年5月28日 - 8月6日、NHK） - よね 役
- 氷点（2006年、テレビ朝日） - 辻口陽子（幼少） 役
- のだめカンタービレ（2006年、フジテレビ） - 野田恵（幼少） 役
- 金曜プレステージ 新春特別企画 女の一代記・向井千秋（2007年、フジテレビ） - 向井千秋（幼少） 役
- 冗談じゃない!（2007年、TBS） - 広瀬未恋 役
- めぞん一刻（2007年、テレビ朝日） - 五代春香 役
- フジテレビ新春スペシャルドラマ あんみつ姫（2008年1月6日、フジテレビ） - おはぎ 役
- 連続テレビ小説 瞳（2008年、NHK） - 岡友梨亜 役
- 銭ゲバ（2009年、日本テレビ） - 三國緑（幼少） 役
- 水戸黄門 第39部 第15話「ホラ吹き娘の親孝行!・高千穂」（2009年2月2日、TBS） - 千草 役
- ハイビジョン特集 少女たちの日記帳 ヒロシマ 昭和20年4月6日〜8月6日（2009年8月6日、NHK BShi） - 主演・石堂郁江 役
- キイナ〜不可能犯罪捜査官〜 第6話（2009年2月25日、日本テレビ） - 工藤莉子 役
- 椿山課長の七日間（2009年12月19日、テレビ朝日） - 根本蓮子 役
- 0号室の客 Third Story 完璧な男（2009年12月12日 - 26日、フジテレビ） - 花蓮 役
- 警視庁失踪人捜査課 第9話（2010年6月11日、朝日放送） - 赤石美矩 役
- 外科医 須磨久善（2010年9月5日、テレビ朝日） - 片桐美保 役
- 霊能力者 小田霧響子の嘘 第4霊「ポルターガイストの謎」（2010年10月31日、テレビ朝日） - 村山紀花 役
- 冬のサクラ 第8話（2011年3月6日、TBS） - 石川琴音 役
- 3夜連続スペシャルドラマ ブラックボード〜時代と戦った教師たち〜 第1夜（2012年4月5日、TBS） - 横田和恵 役
- 鍵のかかった部屋 第7話（2012年5月28日、フジテレビ） - 西野愛美 役
- ビブリア古書堂の事件手帖 第5話（2013年2月11日、フジテレビ） - 小菅結衣 役
- 幽かな彼女（2013年、関西テレビ） - 森野小夜 役
- 天誅〜闇の仕置人〜 第4話（2014年2月14日、フジテレビ） - 池内芹菜 役
- AKBホラーナイト アドレナリンの夜 第33話「トンネル」（2016年2月4日、テレビ朝日） - 広美 役[13]
- 夏樹静子サスペンス 光る崖（2016年2月20日、フジテレビ） - 千鳥鮎子 役[14]
- 相棒 シーズン16 第18話（2018年2月28日、テレビ朝日） - 李雨欣 役
- 『このミステリーがすごい!』大賞 ドラマシリーズ 第5弾「そして、ユリコは一人になった」（2020年3月6日 - 4月24日、関西テレビ） - 光野沙良 役
- おもひでぽろぽろ（2021年1月9日、NHK BSプレミアム、NHK BS4K） - 岡島ナナ子 役
- 珈琲いかがでしょう 第8話（2021年5月24日、テレビ東京） - 若い頃の幸子 役
- 土曜ドラマ 正義の天秤 第2回（2021年10月2日、NHK総合） - 山内愛理沙 役[15]
- 逃亡医F 第4話・第5話（2022年2月5日・12日、日本テレビ） - チュンヤン 役[16]
- ナンバMG5 第8話（2022年6月8日、フジテレビ） - 水野友美 役[17]
- 警視庁強行犯係 樋口顕 Season2 第5話（2022年8月12日、テレビ東京）- 坪井奈々 役[18]
- グランマの憂鬱 第6話（2023年5月13日、東海テレビ、フジテレビ）- 中森初音 役
- 紅さすライフ（2023年7月25日 - 9月26日、日本テレビ） - 足立小夏 役[19][20]
- アンサンブル 第1話（2025年1月18日、日本テレビ） - 光永有彩 役[21]
- 特捜9 final season 第6話（2025年5月14日、テレビ朝日） - 茂木涼子 役[22]

#### バラエティ
- 東大王（2019年7月3日、17日、2022年5月25日、6月29日、7月13日、9月7日、10月19日、TBS）
- 電脳ワールドワイ動ショー（2022年6月4日、8月20日、テレビ朝日）
- プレバト!!（2022年10月6日 - 、毎日放送） - 俳句、不定期
- 呼び出し先生タナカ（2022年 - ）- 不定期
- ぶらり途中下車の旅（日本テレビ） - 旅人
  - みなとみらい線・東横線の旅（2023年7月29日）[23]
  - 東武アーバンパークラインの旅（2024年6月29日）[24]

#### 教養番組
- テレビで中国語（2017年4月4日 - 2018年3月27日、NHK Eテレ） - 生徒 役[25]

### 映画

#### 実写作品
- CASSHERN（2004年） - ルナ（幼少） 役
- この胸いっぱいの愛を（2005年） - 葵 役
- 絶対恐怖 Pray プレイ（2005年） - めぐみ 役
- 天使（2006年） - ちい 役
- 憑神（2007年） - 死神おつや 役
- ラストラブ（2007年） - 阿川佐和 役
- 女の子ものがたり（2009年8月29日） - 高原菜都美（小学校時代） 役
- 日輪の遺産（2011年8月） - 久枝 役
- 燐寸少女 マッチショウジョ（2016年5月28日） - 友野晴美 役[26]

日本語吹替版
- ハイジ（2006年） - 主演・ハイジ 役
- ハンクの肉球大決戦（2022年） - ユミコ 役

#### アニメ作品
- マイマイ新子と千年の魔法（2009年11月） - 清少納言（清原諾子） 役
- よなよなペンギン（2009年12月） - 主演・ココ 役
- ちびまる子ちゃん イタリアから来た少年（2015年12月23日） - 幼少期のアンドレア 役

### ネットドラマ
- たからもの（2005年、GyaO） - 主演・武田千（幼少） 役
- がっこう××× 〜もうひとつのがっこうぐらし!〜（2019年1月16日、Amazonプライム・ビデオ） - 原田璃子 役[注釈 1][27]
- ANIMALS‐アニマルズ‐（2022年、ABEMA） - 藤沢みなみ 役[28]

### 舞台
- タクフェス 第11弾『晩餐』（2023年10月7日、飯能市市民会館 大ホール / 10月15日、電力ホール / 11月16日 - 19日、梅田芸術劇場 シアター・ドラマシティ / 11月24日 - 25日、道新ホール / 12月1日 - 3日、名古屋市公会堂 / 12月8日 - 17日、サンシャイン劇場） - 中野たま 役[29][30]
- とんかつロック（2024年4月19日 - 26日、大阪松竹座 / 5月4日 - 19日、新橋演舞場 / 5月23日 - 27日、御園座 / 6月1日・2日、本多の森北電ホール）- 花川君子 役[31]
- ハロルドとモード『HAROLD AND MAUDE』（2025年9月30日 - 10月10日〈予定〉、EX THEATER ROPPONGI / 10月16日 - 18日〈予定〉、森ノ宮ピロティホール）[32]

### ラジオ
- FMシアター ラジオドラマ「天空の道標」（2013年7月6日、NHK-FM） - 絹田琴子 役[33]

### CM
- 住友生命 「LIVEONE くまのぬいぐるみ篇」（2004年）
- 日清オイリオ 「冬のギフト篇」（2004年）
- 花王 「メリット」（2004年）
- 日本マクドナルド 「ハッピーセット ハローキティ」（2004年）
- 東北電力
- アルクのabc
- セイカノート 「らくがきんちょ」

2005年
- アサヒ飲料 「十六茶」

2006年
- ジャパンエナジー（JOMO） 「企業CM（パパとおでかけ篇 / 犬と仲良し篇 / 犬と仲良し＋パパとお出かけ篇）」
- 東洋水産「昔ながらの中華そば ノンフライダンス篇」「屋台十八番なま味 ノンフライダンス篇」

当初、両CMには森迫永依が両親の尻を手で払うシーンがあったが、不謹慎との理由でなのか現在放送している中華そばのCMでは該当部分が中華そばの写真と差し替えられている。
また「屋台十八番」においては北海道、東北地方限定での放送あり、放送頻度が少ないためか修正が施されていない。
- ロッテ 「2人でガーナ篇」など多数

2007年
- 千葉県 「房総発見伝 ちばディスティネーションキャンペーン」
- ジャパンエナジー（JOMO） 「企業CM（満タン返し篇 / お化粧篇）」[注釈 2]
- KDDI（au） 「敬老の日に新しいカンタンを贈ろう」キャンペーン篇[注釈 3]
- ロッテ 「ガーナチョコレート（母の日バージョン）」
- イオン 「秋のイオンフェスティバル」
- オリビエ 「ふわりぃランドセル」
- JP日本郵政グループ 「年賀キャンペーン」

2008年
- ロッテ 「ガーナチョコレート（バレンタインデーバージョン）」
- 東洋水産 「昔ながらの中華そば あっさり解決篇」

### スチル
- 東北電力
- カルピス

### イメージキャラクター
- アニコム損害保険（2008年）[34]